# Кластер B-193
Кластер B-193 – група офшорних нафтогазових родовищ у індійському секторі Аравійського моря, розробка яких ведеться в межах єдиного проекту. Відносяться до нафтогазоносного басейну Мумбаї.
До кластеру включили 8 малих родовищ, які знаходяться в районі на південь та  південний захід від найбільшого газового родовища Індії Бассеін – B-23A, B-28, B-28A, B-172, B-178, B-179, B-180 та B-193. Основні нафтові поклади виявлені на B-193, B-178, B-179, B-180 у карбонатній формації Бассеін (середній еоцені), на B-172 у так само карбонатній формації Мукта (нижній олігоцен), а для B-28A – у Бассеін та сланцевій формації Панна (палеоцен – нижній еоцен). B-23A відноситься до газових та має головний резервуар у формації Панна. Газ всіх родовищ (окрім B-23A) містить значні обсяги сірководню – від 0,6% до 2,4%, а на B-28A навіть 4%. Концентрація іншої небажаної домішки – діоксиду вуглецю – коливається в межах 4% – 6%, а для B-23A досягає 12%.
Глибина моря в районі родовищ становить 60 – 75 метрів, тому облаштування промислу було можливо виконати за допомогою стаціонарних споруд. При цьому на B-193 встановили центральну процесингову платформу B-193-AP, до якої подається продукція з платформ для розміщення фонтанних арматур B-172-A, B-178-A, B-179-A, B-28A-A та В-23А-А (для В-193 фонтанні арматури розміщені на тій же В-193-АР). Крім того, з B-193-AP сполучена містком житлова платформа B-193-AQ, яка забезпечує проживання 90 осіб. Опорні основи (джекети) B-193-AP та B-193-AQ важили 6400 та 4600 тон відповідно, а їх надбудови (топсайди) – 13500 та 7200 тон. Монтаж топсайдів виконали методом напливу (floatover), для чого задіяли напівзанурювані баржі «Holmen Atlantic» і «Holmen Pacific» та плавучий кран великої вантажопідйомності «Swiber PJW3000». Конструкції цих найбільших платформ виготовили у Малайзії. Джекети платформ для розміщення фонтанних арматур важили від 1340 до 1454 тон, а топсайди – від 1200 до 1320 тон.
В межах облаштування кластеру трубоукладальні судна «Swiber Conquest» та «Swiber Concorde» спорудили 117 км трубопроводів в діаметрах від 200 мм до 400 мм. Видача рідких вуглеводнів з платформи B-193-AP відбувається по перемичці завдовжки 21 км з діаметром 300 мм до нафтопроводу Мумбай-Хай – Хеєра (під’єднаний до інфраструктури родовища Хеєра). Підготований газ транспортується по перемичці довжиною 25,5 км з діаметром 400 мм до платформи BPB на родовищі Бассеін, звідки потрапляє у газопровід Бассеін – Хазіра. Також є відомості, що B-193-AP була одразу сполучена трубопроводом діаметром 400 мм із родовищем B-22, яке є головним у ще одному кластері малих родовищ басейну Мумбаї. 
Встановлення платформ на B-193 відбулось у 2013 – 2014 роках.
Змонтоване на B-193-AP обладнання було розраховане на підготовку 34 тисяч барелів нафти та 6 млн м3 газу на добу, при цьому у другій половині 2010-х фактичне добове навантаження на платформу становило 16 тисяч барелів та 1,1 млн м3.
Наприкінці 2019-го анонсували план, за яким з кластеру B-22 на B-193-AP буде надходити нова нафта, що потребуватиме збільшення продуктивності платформи B-193-AP до 42 тисяч барелів на добу.